# Регионален държавен архив – Варна
Регионален държавен архив – Варна е дирекция на Държавна агенция „Архиви“ със седалище във Варна.

## Дейност
Регионален държавен архив – Варна се ръководи и представлява от директор, който организира, координира и контролира специализираната дейност на отделите „Държавен архив“ по издирване, комплектуване, регистриране, обработване, отчитане, съхраняване, опазване и предоставяне за използване и публикуване на документите на областните и общинските администрации, на териториалните структури на държавните органи и на други държавни и общински институции и обществени организации на територията на съответните области и общини, на органи, организации и значими личности от местно значение, както и финансово-счетоводното и административното им обслужване в рамките на предоставените им правомощия.

## Структура
Включва като отдели държавните архиви в областните центрове Варна, Добрич, Шумен и Търговище.